# U20-Europamästerskapet i basket för damer
U20-Europamästerskapet i basket för damer hade premiär år 2000.

## Resultat
| År   | Spelplats                                 | Final     | Final    | Final     | Match om tredje pris | Match om tredje pris | Match om tredje pris |
| År   | Spelplats                                 | Guld      | Resultat | Silver    | Brons                | Resultat             | Fyra                 |
| ---- | ----------------------------------------- | --------- | -------- | --------- | -------------------- | -------------------- | -------------------- |
| 2000 | Bardejov, Lučenec & Ružomberok, Slovakien | Ryssland  | 84–57    | Tjeckien  | Rumänien             | 58–55                | Turkiet              |
| 2002 | Zagreb, Kroatien                          | Tjeckien  | 77–74    | Ryssland  | Frankrike            | 77–62                | Lettland             |
| 2004 | Saint-Brieuc, Vannes & Quimper, Frankrike | Ryssland  | 80–64    | Frankrike | Tjeckien             | 72–52                | Ungern               |
| 2005 | Brno, Tjeckien                            | Frankrike | 72–52    | Polen     | Lettland             | 65–36                | Grekland             |
| 2006 | Sopron, Ungern                            | Ryssland  | 77–68    | Ungern    | Frankrike            | 64–55                | Spanien              |
| 2007 | Sofia, Bulgarien                          | Spanien   | 75–60    | Serbien   | Frankrike            | 65–63                | Turkiet              |
| 2008 | Chieti, Sulmona & Pescara, Italien        | Ryssland  | 67–58    | Frankrike | Serbien              | 73–46                | Spanien              |
| 2009 | Gdynia, Polen                             | Frankrike | 74–52    | Spanien   | Lettland             | 78–75                | Ryssland             |
| 2010 | Liepāja, Lettland                         | Ryssland  | 75–74    | Spanien   | Lettland             | 53–49                | Frankrike            |
| 2011 | Novi Sad, Zrenjanin, Vojvodina, Serbien   | Spanien   | 62–53    | Ryssland  | Polen                | 67–65                | Serbien              |
| 2012 | Debrecen, Ungern                          | Spanien   | 59–46    | Ryssland  | Turkiet              | 58–56                | Nederländerna        |
| 2013 | Samsun, Turkiet                           | Spanien   | 59–53    | Italien   | Turkiet              | 53–38                | Vitryssland          |